# マイライフ・アズ・ア・ドッグ
『マイライフ・アズ・ア・ドッグ』（スウェーデン語: Mitt liv som hund、英語: My Life as a Dog）は、1985年のスウェーデン映画。スプートニク・ショックに揺れ、ワールドカップに熱狂する1950年代のスウェーデンを舞台に、幸薄い少年の成長をユーモラスに描く。1983年に出版されたレイダル・イェンソン（脚本にも参加）の同名小説を映画化。監督は、本作が長編6作目となるラッセ・ハルストレムである。公開と同時に高い評価を得、ラッセ・ハルストレム監督が世界を舞台に活躍するきっかけとなった。原作は木村由利子により邦訳され1989年に世界文化社より発行された。（ISBN 4-418-88512-9 C0097）

## ストーリー
兄エリクと結核を患う母の母子家庭で暮らす話し好きの少年イングマルは、母の病状悪化のため田舎の叔父グンネルの家に一人預けられる。そこでイングマルは村の少年達に混じってサッカーとボクシングに興じる一人の少女サガと出会う。

## キャスト
※括弧内は日本語吹替
- イングマル - アントン・グランセリウス（折笠愛）
- サガ - メリンダ・キナマン（川上とも子）： 男の子のような少女。
- イングマルの母 - アンキ・リデン（峰あつ子）
- エリク - マンフレド・セルネル： イングマルの兄。
- サンドベルイ氏 - レイフ・エリクソン（梅津秀行）： イングマルの叔父（父親の弟）。
- サンドベルイ夫人 - クリスティナ・カールヴィンド
- グンネル叔父さん - トーマス・フォン・プレムセン（土師孝也）： イングマルの母親の弟。
- ウラ - キッキ・ルンドグレン（さとうあい）： グンネルの妻。
- ベリット - イング＝マリー・カールソン（佐藤しのぶ）： ガラス工場に勤める女子工員。
- マンネ - ヤン＝フィリップ・ホルストレーム： 緑色の髪の少年。
- カエルちゃん - ヨハンナ・ウーデン： イングマルの地元の女友だち。

## 受賞
- 1986年　スウェーデン映画批評家協会賞最優秀賞作品賞
- 1987年　シアトル国際映画祭最優秀作品賞と監督賞、ボストン映画批評家協会賞最優秀外国語映画賞
- 1988年　ニューヨーク映画批評家協会賞最優秀外国語映画賞、ゴールデングローブ賞最優秀外国語映画賞